# Prosimulium shewelli
Prosimulium shewelli är en tvåvingeart som beskrevs av Peterson och Defoliart 1960. Prosimulium shewelli ingår i släktet Prosimulium och familjen knott. Inga underarter finns listade i Catalogue of Life.